# Famille von Taube

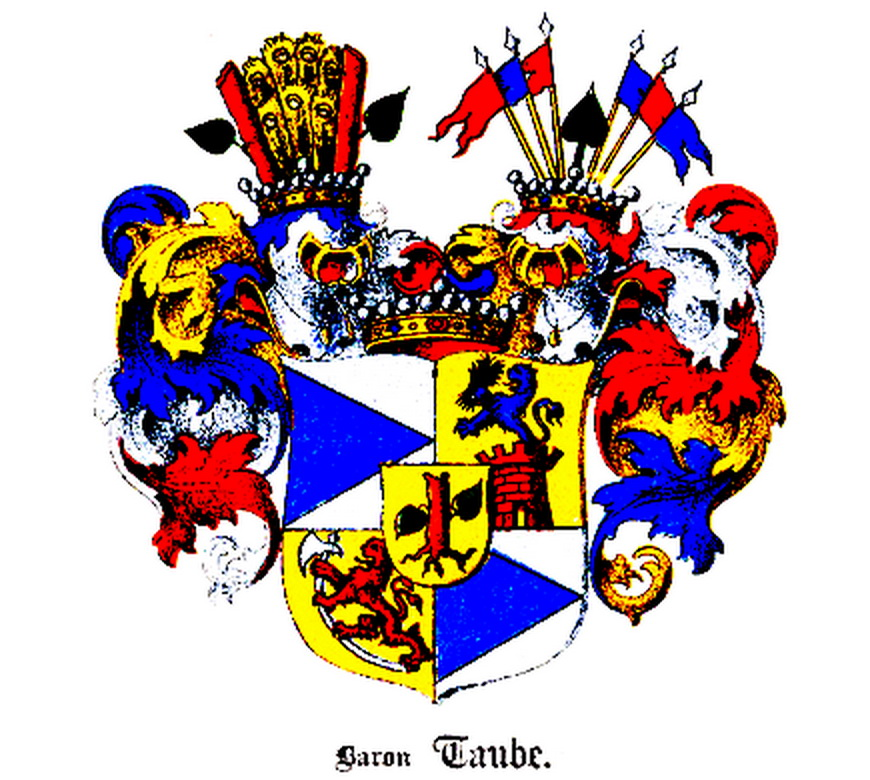
Armoiries des barons Taube suédois, dits Taube de Karlö, immatriculés en 1652

La famille von Taube est une antique famille de la noblesse livonienne issue du Wierland, alors danois, sous le nom de Tuve. Elle apparaît dans les provinces baltes au XIVe siècle et germanise son nom en Taube. On distingue cinq branches au début, dénommée d'après leurs domaines dans l'Estonie actuelle, celles d'Hallinap, d'Alt Isenhof, de Maydel, d'Oehrten, et de Sesswegen. Une branche s'installe au Danemark au XVIe siècle, puis d'autres en Suède, en Pologne, en Saxe et en Prusse. Lorsque la Livonie passe à la 
Russie au XVIIIe siècle, plusieurs membres de la famille s'illustrent dans l'Empire. Leurs titres et privilèges sont reconnus par l'assemblée de la noblesse du gouvernement d'Estland en 1746 et du gouvernement de Livonie en 1747. Ils se dispersent après la révolution d'Octobre, et certains membres disparaissent dans les camps staliniens. 

## Personnalités
- Robrecht Taube, chef de la Chevalerie Estonienne (1605–1612).
- Bernd Taube, chef de la Chevalerie Estonienne (1624–1629).
- Dietrich Taube, chef de la Chevalerie Estonienne (1643–1644 ; 1650-1653).
- Eduard von Taube, se fait immatriculer dans la noblesse suédoise en 1668.
- Karl Magnus von Taube (1713-1794) (branche Taube von der Issen), major-général, commandant de Kronstadt, seigneur de Tänassilma.
- Gustav Wilhelm von Taube (1715-1775) (branche Taube von der Issen), commandant (major), juge et magistrat de Livonie, châtelain de Mālpilsi depuis 1761.
- Comtesse Hedwige von Taube (1714-1744), maîtresse du roi Frédéric Ier de Suède.
- Julianne Charlotte von Taube (1754-1849), épouse de Johann Adam von Krusenstern.
- Ludwig von Taube (1772-1816), diplomate et ministre d'État du royaume de Wurtemberg.
- Adolf von Taube (1810-1889), chambellan et ministre des Affaires étrangères du royaume de Wurtemberg.
- Baron Otto Wilhelm von Taube (1817-1880), vice-amiral de la flotte impériale russe.
- Baron Friedrich Woldemar von Taube (1819-1893), seigneur du château de Rosenbeck, père du baron Friedrich von Taube (1857-1911).
- Frommhold Johann von Taube, président de l'assemblée de la noblesse du gouvernement d'Estland, après la Guerre du Nord.
- Baron Magnus Karl von Taube (1826-1907), général de l'armée impériale russe, gouverneur militaire de l'oblast des Sept-Rivières (correspondant aujourd'hui à la région d'Alma-Ata).
- Baron Friedrich von Taube (1857-1911), gouverneur d'Orenbourg (russifié en Fiodor Fiodorovitch Taube).
- Baron Michael von Taube (1869-1961), juriste et homme politique de la Russie impériale.
- Baron Otto von Taube (1879-1973), écrivain allemand et historien d'art.
- Baron Sergueï von Taube (1877-1931), économiste, assassiné par la Guépéou.
- Evert Taube (1890-1976) (branche Taube von der Issen), poète suédois, compositeur, musicien et chanteur.
- Baron Mikhaïl von Taube, en religion frère Agapit (1894-1936), moine d'Optina, canonisé en 2007.

## Domaines
- Dans l'Estonie actuelle: Maydel (aujourd'hui Maidla), Rickholz (Riguldi), Laupa, Widdruck (Vidruka), Etz (Edise), Fähna (Vääna), Kono (Koonu), Isenhof (Purtse), Pühs (Püssi), Maart (Mardu), Hallinap (Haljava)
- Dans la Lettonie actuelle: Kudding (Kudina), Fierenhof (Tsooru), Sesswegen (Cesvaine).
- En Allemagne: Château de Klaffenbach (Saxe)